# Luxímetro
O luxímetro é um instrumento utilizado para medir a densidade da intensidade de luz presente em um determinado local. Sua unidade de medida é o lux, sendo que um lux corresponde a um watt por metro quadrado (1 lux = 1 W/m2). Este tipo de equipamento é adequado para ser usado em indústrias, escritórios, hospitais, residências, escolas, restaurantes, entre outros espaços. Ele consiste basicamente de uma célula fotoelétrica e de um miliamperímetro. A célula fotoelétrica é um material semicondutor, sensível à luz. Quando a luz incide sobre a fotocélula, ocorre a formação de corrente no semicondutor, que depois de amplificada é medida no amperímetro, utilizando-se uma escala graduada adequadamente para medir o nível de iluminância, que é proporcional à radiação luminosa incidente no local.

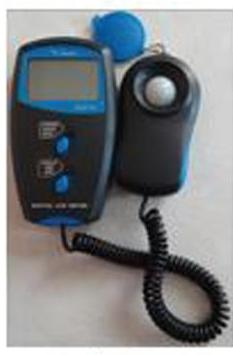
Um Luxímetro profissional.

## Descrição matemática
No calculo de funcionamento de um luxímetro deve-se levar em conta as seguintes variáveis:
Fluxo radiante (Φ) que é o conjunto de toda radiação óptica emitida por uma fonte. Sua unidade de medida é o Watt.
Fluxo luminoso (Φv), é a porção do fluxo radiante emitido por uma fonte, na região visível, segundo a curva de resposta do olho humano para visão fotópica V(λ), multiplicado por um fator de escala. Sua unidade de medida é o lúmen Φv = km, onde:
Km = fator de escala;
Φ(λ) = fluxo radiante ou potência radiante.
Intensidade luminosa, é a parcela do fluxo luminoso de uma fonte, contida num ângulo solido, em determinada direção. Sua unidade é a candela, que se trata da intensidade luminosa que se origina de uma fonte que emite radiação monocromática de frequência 540 x 1012 Hz e que tem uma intensidade radiante nesta direção de (1/683) watt por radiano.
Assim, pode-se afirmar que I = Φv/ω [lm/sr]
Φ é o ângulo solido na direção considerada.
Iluminância (E) é a relação entre a quantidade de fluxo luminoso que incide sobre uma superfície e a área desta. Sua unidade de medida é o lux.
Segundo a ABNT (Associação Brasileira de Normas Técnicas), a iluminância compreende o limite da razão do fluxo luminoso recebido pela superfície em torno de um ponto considerado, para a área da superfície quando esta tende a zero.
Pode-se afirmar que:
E = Φv/S [lm/m²], onde:
Φv = fluxo luminoso que atinge a superfície;
S = área da superfície.
Luminância (L), refere-se a uma intensidade luminosa que atinge o observador e que pode ser proveniente de reflexão de uma superfície, ou de uma fonte de lux, ou ainda simplesmente de um feixe de luz no espaço. Ela é dada como a relação entre a intensidade na direção considerada e a área aparente da superfície real ou imaginária de onde provém o fluxo luminoso. Sua unidade de medida é a candela por metro quadrado [cd/m²]
Pode-se dizer que L = Φv/(ωAcosθ) [cd/m²], onde:
ω = ângulo sólido na direção de visão do facho;
θ = ângulo entre a direção da visão e a normal;
A = área da superfície ou fonte de onde provém o fluxo luminoso.
Ou, podemos dizer também que L = I/Aap [cd/m²], onde:
I = intensidade luminosa;
Aap = área aparente da superfície na direção de visão do facho.

## Aplicações
Com luxímetros mais modernos foi possível expandir a aplicação do mesmo para diversas áreas, seja desde o setor de serviços até no de agricultura.
Determinar a quantidade exata de luz para que um determinado tipo de planta tenha a taxa de fotossíntese aumentada tornando seu cultivo mais eficiente e rentável é apenas um exemplo de utilização desse dispositivo.
No entanto é valido ressaltar que devido a características do próprio ambiente a precisão do luxímetro, mesmo dos modelos mais novos, pode variar entre mais ou menos 4%, pois a luz que chega a fotocélula nem sempre é regular, o que acaba por distorcer, mesmo que de forma mínima, os dados. Entretanto não há, nos dias de hoje, outro aparelho capaz de sanar todas as situações em que o luxímetro é utilizado.
Como o dispositivo é amplamente utilizado criou-se uma tabela que permite o acesso rápido aos níveis de luminosidade adequados para os locais mais diversos como saguões, hospitais, escolas, empresas, restaurantes, escritórios e dormitórios.
Nos últimos anos surgiram vários estudos sobre como a iluminação de um ambiente pode afetar as atividades do nosso dia a dia como estudar e trabalhar, comprovando que há uma forte relação entre a exposição à luz as atitudes das pessoas, logo o estudo da capacidade de iluminância de um determinado lugar tornou-se indispensável para profissionais da área de arquitetura e principalmente em laboratórios e salas de reuniões.

## Biblioteca
- Silveira, B. D; Machado, D. R.; Bezerra, E.C.S.; Otávio, J.M.S.; Farias, J.N.;, Machado, C.P.; Blando, E.; Ogliari, L.N.; Desenvolvimento de um protótipo de Luxímetro utilizando como elemento sensor um resistor dependente de luz (LDR).
- ABNT – Associação Brasileira de Normas Técnicas. NBR 15215: Iluminação natural – Parte 4: Verificação experimental das condições de iluminação interna de edificações – Método de medição. Rio de Janeiro, ABNT, 2003.
- ABNT – Associação Brasileira de Normas Técnicas. NBR 5413 – Iluminância de interiores. Rio de Janeiro, ABNT, 1992.
- COMO usar um luxímetro. USP. Curso de graduação em arquitetura e urbanismo. Disponível em: <http://www.usp.br/fau/cursos/graduacao/arq_urbanismo/disciplinas/aut0213/022_Cecace_2006_como_Usar_o_Luximetro.pdf&gt; Acesso em: 07 mai. 2013.
- MINIPA. Luxímetro Digital MLM-1011. Disponível em: http://www.minipa.com.br/Caracteristicas.aspx?ID_Sub_Categoria=23&ID=359# Acesso em: 06 mai. 2013.
- SPINELLI, R.; BREVIGLIERO, E.; POSSEBON, J. Higiene Ocupacional: agentes biológicos, físicos e químicos. 4ª edição. São Paulo: Ed. Senac São Paulo, 2009. 448p.

## Ligações Externas
- Media relacionados com Luxímetro no Wikimedia Commons